# Альбедометр

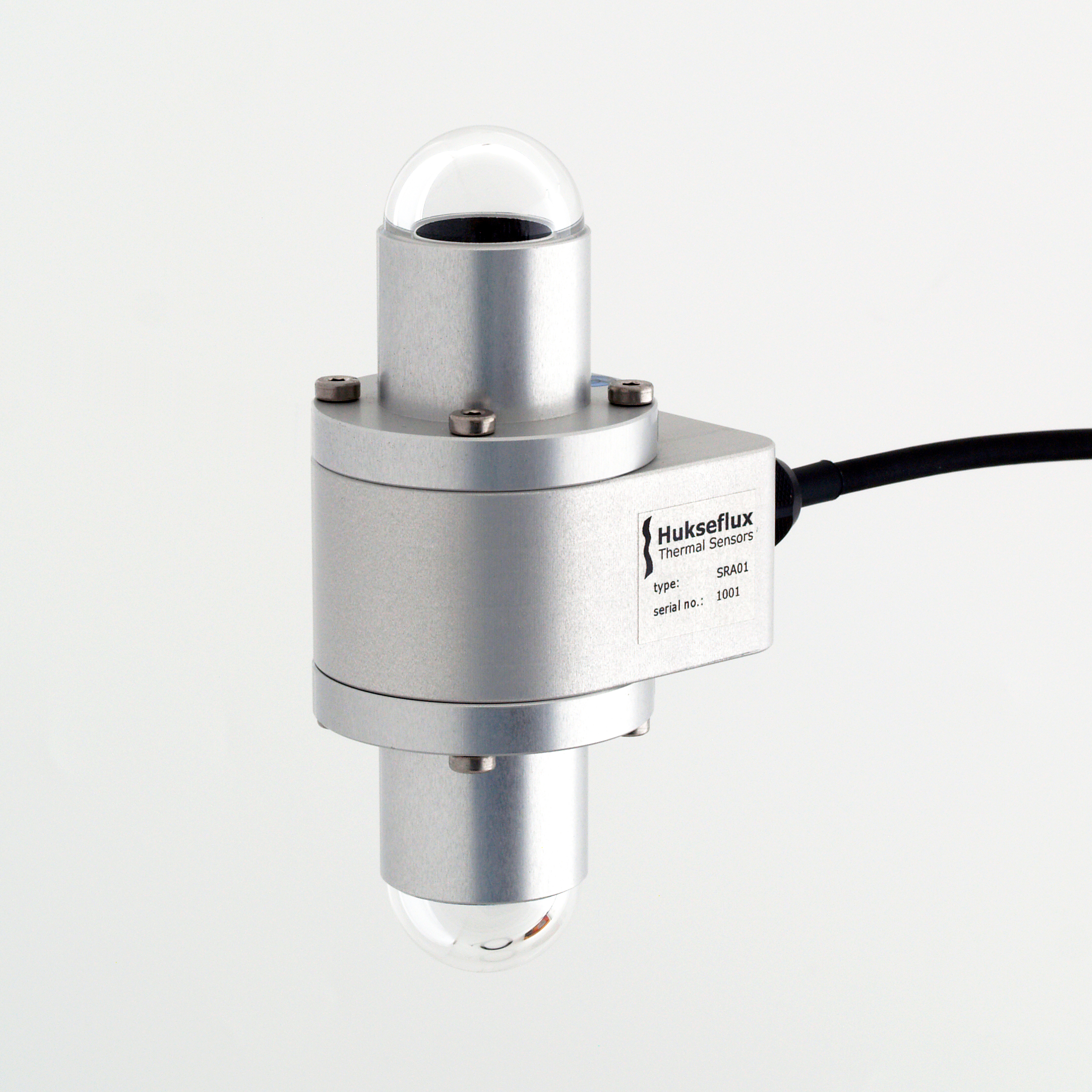
Альбедометр, модель Hukseflux SRA01, німецького виробництва

Альбедометр (від лат. albedo — білизна; грец. metreo — вимірювати) — фотометричний прилад для вимірювання альбедо різних речовин та матеріалів. Лабораторний альбедометр працює за принципом кульового інтегрального фотометра.
У метеорології — фотометричний прилад для вимірювання альбедо земної поверхні. Являє собою два піранометри (прилади для вимірювання сонячної радіації, що припадає на горизонтальну площину). Поверхня одного з них обернена до земної поверхні та сприймає розсіяний світловий потік. Поверхня другого піранометру обернена до неба й сприймає потік прямої сонячної радіації. Інколи використовують один піранометр, який закріплюють на штативі та повертають послідовно до земної поверхні та до неба.